# Regionalna destinacijska organizacija Smaragdna pot
Regionalna destinacijska organizacija Smaragdna pot (RDO Smaragdna pot) je bila ustanovljena 19. novembra 2008. Svet regije Severna Primorska je na svoji seji 19. 11. 2008 izbral zavod LTO Sotočje kot nosilca aktivnosti regionalne destinacijske organizacije (RDO) za območje celotne statistične regije.

## Lega
Regijska destinacijska organizacija (RDO) - Smaragdna pot zajema Severno Primorsko - Goriško regijo, ki jo danes sestavlja trinajst občin: Bovec, Kobarid, Tolmin, Kanal, Nova Gorica, Brda, Šempeter - Vrtojba, Miren - Kostanjevica, Renče - Vogrsko, Ajdovščina, Vipava, Idrija in Cerkno. Skupni imenovalec vseh teh občin je porečje reke Soče. Razteza se od alpskega severa do nižin v spodnjem toku reke, zajema pa tudi doline Idrijce, Vipave in vseh ostalih pritokov.

## Poslanstvo
Poslanstvo SRDO - Smaragdna pot je izvajanje skupnih regionalnih tržnih aktivnosti trinajstih občin na področju turizma. Ena ključnih razvojnih usmeritev regije je, da bo na celotnem območju razvijala turizem, združevala ponudbo in gradila skupno destinacijo. Ta destinacija se po reki Soči – največji naravni in simbolni znamenitosti območja – imenuje Smaragdna pot.